# Koeantilopen
De koeantilopen (Alcelaphinae) zijn een onderfamilie uit de familie der holhoornigen (Bovidae), waartoe onder andere de gnoes, het hartenbeest, de bontebok en de lierantilope behoren. De groep is nauw verwant aan de impala (Aepyceros melampus), die soms tot deze groep gerekend wordt.
Het zijn grote, stevige dieren met lange gezichten, lange poten, korte, stevige nekken en hoge schouders, terwijl de romp juist lager gelegen is. Huidklieren bevinden zich achter de ogen en op de voorpoten. De hoorns zijn gekromd en bij beide geslachten aanwezig. Mannetjes worden gemiddeld iets groter dan vrouwtjes.
De koeantilopen komen voor in vochtige graslanden en open bossen in geheel Afrika ten zuiden van de Sahara, met uitzondering van de regenwoudgordel. Fossiele resten worden tot in India gevonden en nog vrij recent leefden er hartenbeesten in Noord-Afrika. Koeantilopen leven in grote kudden. Sommige soorten, als de blauwe gnoe en de lierantilope, behoren tot de algemeenste antilopen van de Afrikaanse savanne en ondergaan spectaculaire jaarlijkse trektochten. Gras vormt bij alle soorten een belangrijk onderdeel van het dieet. Alle soorten zijn goede renners die zich snel uit de voeten kunnen maken.

## Taxonomie
De onderfamilie is als volgt ingedeeld:
- Onderfamilie Alcelaphinae (Koeantilopen)
  - Geslacht Alcelaphus (Hartenbeesten)
    - Hartenbeest (Alcelaphus buselaphus)

  - Geslacht Connochaetes (Gnoes)
    - Blauwe gnoe (Connochaetes taurinus)
    - Witstaartgnoe (Connochaetes gnou)

  - Geslacht Beatragus
    - Hirola (Damaliscus hunteri)

  - Geslacht Damaliscus
    - Lierantilope (Damaliscus lunatus)
    - Bontebok (Damaliscus pygargus)